# 2001 маньяк: Территория криков
«2001 маньяк: Территория криков» (англ. 2001 Maniacs: Field of Screams) — американский комедийный фильм ужасов 2010 года, поставленный кинорежиссёром Тимом Салливаном как сиквел фильма «2001 маньяк», снятого в 2005 году. История и персонажи основаны на фильме Хершела Гордона Льюиса «Две тысячи маньяков» 1964 года.

## Сюжет
Компания молодых людей, снимающих реалити-шоу «Дорожные проказницы» (англ. Road Rascals), состоящая из двух сестёр, их парней (один из которых гей), оператора-еврея, продюсера-лесбиянки, помощника продюсера/водителя мексиканца, а также его девушки-афро-американки отправляется из Калифорнии на съёмки в Джорджию. Пропустив нужный поворот, они оказываются в Айове и сшибают неизвестно откуда появившийся на дороге самодельный знак «Объезд». Вылетев на обочину и пробив две шины, они решают заночевать здесь, а утром отправиться искать мастерскую. Наутро их встречают жители «Чудной долины», во главе с мэром Банкмэном и бабулей Бун, покинувшими родную Джорджию и путешествующими по Северным штатам. Мэр настойчиво предлагает путникам присоединиться к ежегодному празднику «Мужества и гордости».

## В ролях
| Актёр                 | Роль                             |
| --------------------- | -------------------------------- |
| Билл Моусли           | мэр Бакман                       |
| Тревор Райт           | Сокол                            |
| Лин Шэй               | бабуля Бун                       |
| Криста Кэмпбелл       | Милк Мэйден                      |
| Ахмед Бест            | Кроу                             |
| Кевин Огилви          | Харпер Александер                |
| Алана Карри           | Бристоль Буш                     |
| Андреа Леон           | Вэл Тёрнер                       |
| Райан Флеминг         | Хаклбилли                        |
| Кэтрин Ли             | Китайская роза                   |
| Кэти Мэри Джонсон     | Ром Шератон                      |
| Адам Робител          | Лестер                           |
| Кристофер Макдэниэл   | Руфус                            |
| Аса Хоуп              | Тина Шератон                     |
| Джордан Йел Левин     | Кей-Джей                         |
| Алекс Лариа           | Хесус                            |
| Ларайа Гастон         | Черри                            |
| Майлс Дугл            | Джерри Шмит                      |
| Николь Рэй            | Скарлет Рэд                      |
| Клиффорд Аллен Вагнер | Ледженд                          |
| Чарли Пэрриш          | шериф Фридман                    |
| Аманда Таффин         | маленькая маньячка               |
| Виктор Фролов         | Маунти                           |
| Эрл Росел             | Преподобный Кости                |
| Джимми Эванс          | Дью Кьюб                         |
| Эмори Харрис          | ребёнок маньяк                   |
| Пэт Биллам            | маньяк-близнец №1                |
| Даррен Биллам         | маньяк-близнец №2                |
| Мэтт Томпсон          | Зик                              |
| Тим Салливан          | диктор шоу «Дорожные проказницы» |

## Саундтрек
Бил Моусли, сыгравший в фильме мэра Бакмана, дуэтом с Рани Шероном под названием Spider Mountain записали песню «Lord, Let Me Help You Decide Who to Kill», вошедшую в саундтрек к фильму.

### Список композиций
- Clifford Allen Wagner — «Killers on the Highway»
- Spider Mountain — «Lord, Let Me Help You Decide Who to Kill»
- Clifford Allen Wagner and Ahmed Best — «The South’s Gonna Rise Again»
- Clifford Allen Wagner and Ahmed Best — «Rot in Hell»
- Clifford Allen Wagner and Ahmed Best — «Hey Hey Howdy Howdy Hey»
- Clifford Allen Wagner and Ahmed Best — «Fun, Games and Feastin'»
- Patrick Copeland & Lin Shaye — «Cannibals»
- Clifford Allen Wagner and Ahmed Best — «Building From the Ground Up»
- Psycho Charger — «The South’s Gonna Rise Again»

## Производство
Съёмки фильма проходили в Каунсил-Блафс, Айова, за период в 12 дней.
В отличие от первого фильма, в производстве «Территории криков» не принимала участие компания Raw Nerve. В фильме также не приняли участие Роберт Инглунд, Джузеппе Эндрюс и Брендан Маккарти, сыгравшие в первом фильме мэра Банкмана, Харпера Александера и Руфуса. Их роли достались ветерану хоррор-фильмов Биллу Моусли, вокалисту канадской группы Skinny Puppy Кевину «Nivek Ogre» Огилви и Кристоферу Макдэниелу соответственно. Лин Шей, Криста Кэмпбелл, Райан Флеминг и Адам Робител вновь вернулись к своим персонажам.
Первоначально фильм должен был называться «2001 Maniacs: The Beverly Hellbillys», но 21 октября 2009 года, Тим Салливан заявил, что название меняется на «2001 Maniacs: Field of Screams».

## Релиз
Премьера фильма состоялась 26 февраля 2010 года на шотландском фестивале Fright Fest, проходящем в Глазго и трёх других фестивалях в Великобритании.
Премьера фильма в США состоялась 29 апреля 2010 года как часть программы Texas Frightmare Weekend и фильм был приобретён студией First Look Studios.
Показ на Западном побережье начался 17 июля 2010 года, в тот же день показ в Нью-Джерси открыл сам Тим Салливан.
5 июля 2010 года фильм был издан в Великобритании на DVD. 
июля 2010 года в США состоялся выпуск неподцензурной версии фильма на Blu-Ray.

## Сиквел
Было заявлено что «Территория криков» является второй частью планируемой трилогии и что съёмки третьей части «2001 маньяк: У хиллбилли есть глаза» будут зависеть от DVD-продаж «Территории криков».